# Corrachia tablazonis
Corrachia tablazonis är en fjärilsart som beskrevs av Embrik Strand 1916. Corrachia tablazonis ingår i släktet Corrachia och familjen Riodinidae. Inga underarter finns listade i Catalogue of Life.